# Giovanni Evangelista Di Blasi
Giovanni Evangelista Di Blasi (Palermo, 25 luglio 1720 – Palermo, 1812) è stato uno storico e monaco benedettino italiano.

## Biografia
Giovanni Evangelista al secolo Giacopo Maria , nato il 25 luglio 1720 ,da nobile famiglia siciliana d'origine beneventana e poi diramatasi da Salemi a Palermo, Messina, Ragusa e Vittoria,  figlio di don Scipione Di Blasi  ed Ebbano dei baroni della Torre, Surdi e Mendola di Sicilia e di donna Caterina Gambacorti et Ciambri , famiglia di origine pisana. Fratello dell'abate benedettino Salvatore Maria, del sindaco di Palermo don Vincenzo Di Blasi della Torre,  dell'Arcivescovo di Messina, Mons. Gabriele Maria Di Blasi al secolo Pietro Francesco e di donna Caterina abadessa del Monastero delle Vergini, infine zio dell'illuminista don Francesco Paolo Di Blasi ghigliottinato il 20 maggio 1795 per politiche cospirazioni. A soli sedici anni fu destinato al monastero benedettino di San Martino a Palermo, ove rimase fino al 1741, anno in cui si recò a Firenze per studio. Pochi anni dopo divenne lettore universitario di filosofia a Napoli. Pubblicava con lo pseudonimo di Giovanni Filotete. 
Divenuto poi lettore di teologia a Palermo, visse il periodo di maggior fecondità negli anni '70, quando strinse forti rapporti con il governatore Serafino Filangieri prima della rivoluzione.
Nel 1788 polemizzò aspramente con padre Rosario Gregorio sulla questione riguardante Giuseppe Vella, in difesa di quella che si sarebbe rivelata una frode storiografica di quest'ultimo. Gli ultimi anni della vita furono caratterizzati da un'intensa attività che si protrasse fino alla morte, giunta a 92 anni nel 1812.